# 学者

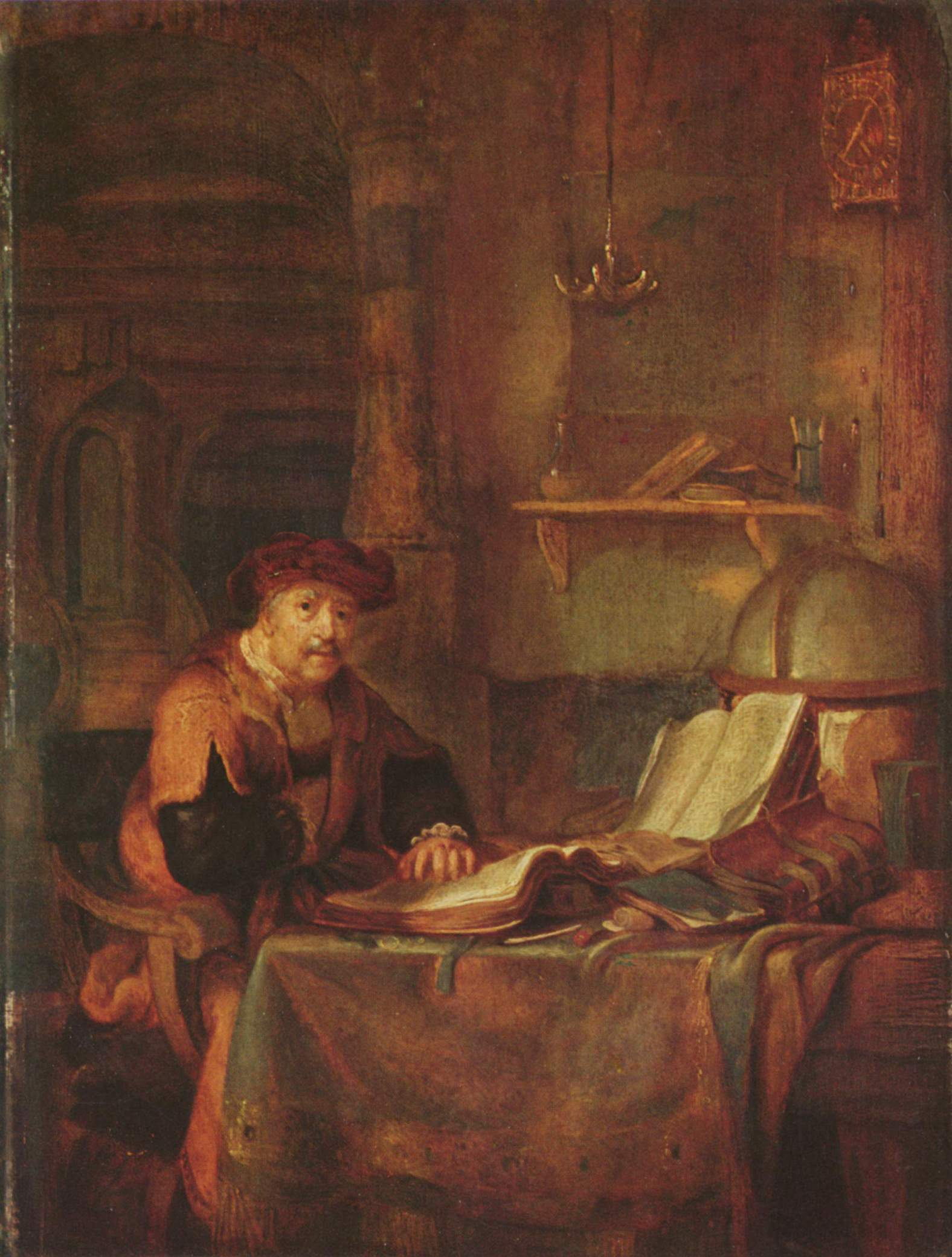
ヘルブラント・ファン・デン・エークハウトの絵画『Scholar and His Books』

学者（がくしゃ）あるいは研究者（けんきゅうしゃ）とは、学問の研究や教授に従事する人のことである。
学問の専門家、豊富な知識のある人、博識な人や物知りな人物などに対しても用いられる。

## 概説
「学問にすぐれた者や学問研究を職業とする者」という意味での「学者」への言及としては、深井志道軒伝の談義本に「味噌のみそくさきと、学者の学者くさきは、さんざんのものなりとて」 〔五代史‐史匡翰伝〕や、菅家文草中に「学者誰家異二杏壇一、紅花好是雨中看」などの例がある。
「博識な人やもの知り」という意味での使用では、三代目三遊亭円遊の落語「阿七」（1890）の「乃公(おれ)の伯母さんてェ人は〈略〉大変な学者で」の例がある。

## 学者の種類
物理学者、政治学者、言語学者というように、学問ごとに細分化され呼称されることがある。例えば物理学者は、一般に大学や研究所などに所属し、「物理学」の研究を専門的に行っている人を指すが、「物理学」はさらに力学、量子力学、統計力学、熱力学、電磁気学など細かく分かれるが、それらを総称し物理学者と呼ぶ。物理学者は、実験と論理的推論を繰り返し、物質の本質と特性を究明する。通常、物理学者になるには大学の物理系学部・学科へに進学し物理学の基礎知識を身につけたのち、大学院へ進み、さらに研究分野を究め、博士号取得を目指すのが一般的である。大学卒業後にすぐ民間企業へ就職し、研究・開発職に就き、会社員としていて働く者もいる。一方、大学で「ポスドク」と呼ばれる非常勤、任期制の職に就き、低賃金や厳しい環境で研究を続ける者もいる。
学問の種類については学問の一覧を参照。